# Sonderabteilung Einsatz R
La Sonderabteilung Einsatz R (R sta per Reinhardt), nota anche come Einsatz R, Aktion R o Abteilung R, fu un reparto autonomo delle SS attivo nella Zona d'operazioni del Litorale adriatico, sotto il comando dello HSSPF Odilo Globočnik, con sede a Trieste.

## Origine
Poco prima della fine dell'Aktion Reinhardt, a metà settembre 1943, Globočnik fu trasferito a Trieste. Insieme a lui arrivarono 16 uomini del suo precedente ufficio di Lublino. Tra di essi Georg Michalsen (che aveva fatto parte del reparto comandato da Hermann Höfle), Ernst Lerch (aiutante di campo di Globočnik) e Johannes Schwarzenbacher erano stati direttamente coinvolti nell'Aktion Reinhardt. Tra gli altri SS che avevano partecipato all'operazione di sterminio degli ebrei polacchi, giunsero a Trieste nel settembre 1943 Christian Wirth, Josef Oberhauser, Franz Stangl, Konrad Geng, Otto Stadie e Rudolf Baer.
La maggior parte del personale dell'Aktion Reinhardt (78 persone) arrivò in Italia successivamente, tra la fine del 1943 e il gennaio 1944, in seguito alla liquidazione dei campi di sterminio di Sobibor e Treblinka (Belzec era stato già chiuso nella primavera del 1943). Come durante l'Aktion Reinhardt, il reparto fu aggregato all'ufficio comando dello HSSPF Globočnik. Il primo comandante del reparto fu Christian Wirth, che dopo la sua morte nel maggio 1944 sarà sostituito dapprima per un breve periodo da Gottlieb Hering e successivamente da Dietrich Allers.

## Incarichi
Come durante l'Aktion Reinhardt, il reparto speciale era incaricato della deportazione e dello sterminio degli ebrei, della confisca delle proprietà ebraiche, della persecuzione degli oppositori politici e, sempre più spesso, della lotta contro i partigiani. Il comandante del reparto speciale e i comandanti delle tre sezioni in cui fu suddiviso erano tutti ex comandanti dei campi di sterminio dell'Aktion Reinhardt: Wirth e Hering di Belzec, Stangl di Treblinka e Reichleitner di Sobibor. Nel campo di concentramento della Risiera di San Sabba furono uccisi fino a 5.000 prigionieri tra ebrei e partigiani. Solo da Trieste furono deportati nel campo di concentramento di Auschwitz 837 ebrei in diversi convogli.

## Organizzazione
| Unità       | Comandante                                        | Modifiche | Caratteristiche |
| ----------- | ------------------------------------------------- | --- | --- |
| R I Trieste | Gottlieb Hering                                   | Dopo la morte di Wirth, Josef Oberhauser sostituì Hering dalla primavera al luglio 1944.                                           | Anche il campo di concentramento della Risiera di San Sabba, vicino a Trieste, rientrava nelle competenze di questa unità. |
| R II Fiume  | Franz Reichleitner                                | Dopo la morte di Reichleitner il 3 gennaio 1944, Franz Stangl fino a maggio/giugno 1944.                                           | |
| R III Udine | Franz Stangl                                      | dopo il trasferimento di Stangl all'unità R II, Fritz Küttner, poi dalla metà del 1944 Paul Arthur Walther, infine Helmut Fischer. | con sede a Castelnuovo d'Istria                                                                                            |
| R IV Mestre | Franz Stangl dalla metà del 1944 al novembre 1944 | | con sede a Venezia |

## Nel dopoguerra
Il Sonderabteilung R rimase in funzione fino alla fine della guerra, a parte le perdite dovute alla guerra. Solo cinque uomini si trasferirono nelle truppe combattenti, su propria richiesta, per motivi disciplinari o per difficoltà avute con Dietrich Allers.
Con l'avvicinarsi della fine della guerra, nell'aprile 1945 i membri della Sonderabteilung si ritirarono in Germania. La maggior parte dei membri dell'unità R III fu internata nel campo americano di Habach, vicino a Weilheim in Alta Baviera. Un altro gruppo fu inviato al campo di prigionia americano di Bad Aibling, mentre altre SS catturate dai britannici furono trasferite nel campo di prigionia statunitense di Aalen. La maggior parte dei membri fu rilasciata dai campi dopo un breve periodo di internamento. Alcuni decisero di fuggire all'estero per sfuggire alle indagini sui loro crimini, altri si nascosero sotto falso nome, ma la maggior parte di loro visse tranquillamente a lungo nella Germania occidentale del dopoguerra.
I primi procedimenti in Germania Ovest ebbero luogo alla fine del 1949, riguardarono quattro persone che erano state riconosciute per caso. Solo a metà degli anni sessanta furono celebrati i grandi processi contro i responsabili dell'Aktion Reinhardt.